# 데이브 기번스
데이비드 체스터 "데이브" 기번스(영어: David Chester "Dave" Gibbons, 1949년 4월 14일 ~ )는 영국 출신의 만화 그림 작가이다. 80년대에 DC 코믹스의 그린 랜턴, 배트맨 시리즈의 작화를 담당하였으며, 앨런 무어와 작업한 《왓치맨》, 마크 밀라와 작업한 《시크릿 서비스》와 같은 작품이 유명하다.